# 霍亨斯陶芬的阿格尼絲
霍亨斯陶芬的阿格尼絲（德語：Agnes von Staufen，1176年—1204年5月），普法爾茨伯爵夫人。
阿格尼絲的父親是神聖羅馬皇帝腓特烈一世的弟弟康拉德。1194年，阿格尼絲在其母的安排下與订婚对象也是獅子亨利的兒子海因里希結婚。阿格尼絲的堂哥、神聖羅馬皇帝亨利六世原本不同意這段婚姻，但隨後原本反对这桩婚姻想把女儿嫁给法国国王腓力二世的康拉德见木已成舟，就以改善霍亨斯陶芬王朝和韋爾夫家族的關係作為理由說服了亨利六世。阿格尼絲和海因里希共有1子2女：
1. 海因里希六世 (普法爾茨)（1196年—1214年），早逝
2. 伊爾門加德（英语：Countess Palatine Irmengard of the Rhine）（1200年—1260年），赫爾曼六世的母親
3. 阿格尼絲（1201年—1267年），路易四世的祖母